# Squamacidia
Squamacidia is een monotypisch geslacht van korstmossen behorend tot de familie Ramalinaceae. Het bevat alleen de soort Squamacidia janeirensis.